# バックドロップ・クルディスタン
『バックドロップ・クルディスタン』（Back Drop Kurdistan）は、2007年に制作された日本のドキュメンタリー映画。
。在日クルド人一家の生活と難民認定をめぐる闘いを約3年間にわたり追った作品で、監督は野本大が務めた。
2007年の山形国際ドキュメンタリー映画祭アジア千波万波部門で市民賞と奨励賞を受賞し、2008年に毎日映画コンクールのドキュメンタリー映画賞を受賞した。

## 概要
2004年、日本映画学校でドキュメンタリーを専攻していた野本大は、卒業制作の企画を探していた際に偶然手にしたクルドの新年祭「ネウロズ」のチラシをきっかけに、埼玉県蕨市で開催されたその催しに参加した。そこで出会った在日クルド人の若者たちに興味を持ち、カザンキラン一家と接触。彼らはトルコでのクルド人に対する迫害を逃れ、難民として日本に来ていた。
野本は彼らの人間性に惹かれ、卒業制作の主人公としてカザンキラン一家を撮影する企画を立てたが、学校の企画会議で「この問題を限られた期間で、今のレベルでは撮れない」として却下された。一家の父アーメットは日本での難民申請が不認定処分となったことに対し国を相手に裁判を起こし、地裁で勝訴したが、高裁で逆転敗訴した。最高裁への上告を行いながら、国連難民高等弁務官事務所（UNHCR）に難民認定を求める座り込みを行い、野本は専門学校を中退して撮影を続けた。
カザンキラン一家はUNHCRとの交渉を経て、「マンデイト難民」として認定される。しかし、日本政府は国連の認定を認めず、アーメットと長男ラマザンはトルコへ強制送還されてしまう。野本は一度作品としてまとめようとしたが、未解決の問題が多く残っていることに気づき、撮影を継続。これまで「傍観者」に過ぎなかった野本は、この問題の背景を探るため、自らトルコへ向かった。
プロデューサーの大澤一生は野本の同級生で、作品の編集に関わった。

## 受賞
- 山形国際ドキュメンタリー映画祭2007 アジア千波万波部門 市民賞・奨励賞受賞[14]
- 第62回毎日映画コンクール ドキュメンタリー映画賞受賞[15]